# Вісник Національного технічного університету України «Київський політехнічний інститут»: Філософія. Психологія. Педагогіка
«Вісник Національного технічного університету України "Київський політехнічний інститут". Філософія. Психологія. Педагогіка» – збірник наукових праць, заснований у 2001 році. Збірник включено до переліку наукових видань України.

## Загальні відомості
Наукове видання "Вісник Національного технічного університету України "Київський політехнічний інститут". Філософія. Психологія. Педагогіка" є періодичним, виходить регулярно – три збірника упродовж року.
Збірник наукових праць унесено до переліку фахових видань України з філософії (Бюлетень ВАК України. – 2010. – № 12. – С. 6).

## Редакція
Редакція збірника розташована на території Національного технічного університету України "Київський політехнічний інститут", м. Київ: 

Національний технічний університет України "КПІ", 

корпус 7, поверх І, каб. 117
Поштова адреса редакції: 
 
Редакція наукового видання "Вісник Національного технічного університету України "Київський політехнічний інститут". Філософія. Психологія. Педагогіка" 

Національний технічний університет України "КПІ" 

37, пр. Перемоги 

Київ, 03056